# Matty Malneck
Matty Malneck (* 9. Dezember 1904 in Newark (New Jersey); † 25. Februar 1981 in Los Angeles) war ein US-amerikanischer Jazzmusiker (Violine, Viola), Arrangeur und Komponist von Filmmusik und bekannter Jazzstandards wie I'll Never Be the Same.

## Leben und Wirken
Malneck wuchs in Denver, Colorado auf, wo er Violinunterricht bei einem Privatlehrer hatte. Ab dem Alter von 16 Jahren spielte er in lokalen Bands. Von 1926 bis 1937 arbeitete er im Orchester von Paul Whiteman; er nahm in dieser Zeit auch mit Frank Signorelli, Frankie Trumbauer, Bix Beiderbecke, Eddie Lang, Irving Mills, Jack Pettis, Jack Teagarden und Mildred Bailey auf. 1932 entstanden erste Aufnahmen unter eigenem Namen für London Records. 1938/39 leitete er eine Big Band, mit der er für Decca und Brunswick aufnahm (St. Louis Blues sowie Adaptionen von Rimski-Korsakows „Flight of the Bumble-Bee“ und Dvořáks Humoresque) und in den Musikfilmen East Side of Heaven, St. Louis Blues und Man About Town auftrat. Anfang der 1940er Jahre wirkte er mit einem Studioorchester bei der Abbott-und-Costello-Show mit; 1941 begleitete er Helen Ward mit seinem Orchester bei Aufnahmen für Columbia („Green Eyes“). In seinem Orchester trat Anfang der 1940er Jahre auch die junge Sängerin Julie London auf.
Malneck wurde ab den 1930er Jahren vor allem bekannt als Komponist populärer Songs wie „I'll Never Be the Same“, „Goody, Goody“ und „I'm Through with Love“, die in Zusammenarbeit mit Songwritern wie Gus Kahn oder Johnny Mercer entstanden, mit Mercer schrieb er u. a. auch „If You Were Mine“, der 1935 ein früher Hit von Billie Holiday wurde. Zusammen mit Frank Signorelli komponierte er 1935 Park Avenue Fantasy, aus dem 1939 mit dem Songtext von Mitchell Parish 1939 der Standard „Stairway To The Stars“ wurde. Zu seinen bekanntesten Filmmusiken zählen die Musik zu Zeugin der Anklage (1957) und Manche mögen’s heiß (1959). 1959 veröffentlichte er auf Warner Brothers das Album As I Hear It, das Filmmusiken aus William-Holden-Filmen wie Sabrina enthielt.